# Palliolum tigerinum
Palliolum tigerinum é uma espécie de molusco pertencente à família Pectinidae.
A autoridade científica da espécie é O. F. Müller, tendo sido descrita no ano de 1776.
Trata-se de uma espécie presente no território português, incluindo a zona económica exclusiva.